# 박성온
박성온(2010년 9월 11일 ~ )은 대한민국의 트로트 가수이며 내일은 미스터트롯 2의 참가자이고 내일은 미스터트롯 2 7위이다.

## 학력
- 온남초등학교 - 졸업
- 남창중학교 - 재학

## 방송
- KBS1 아침마당
- MBN 보이스킹
- KBS1 전국노래자랑
- JTBC 히든싱어7
- TV조선 내일은 미스터트롯 2 - Top7(7위)
- TV조선 트랄랄라 브라더스
- TV조선 미스터로또
- TV조선 화요일은 밤이 좋아 - 게스트
- TV조선 산따라 물따라 딴따라
- TV조선 트랄랄라 유랑단 - 게스트
- TV조선 미스터트롯3 - 심사위언

## 음반
- 살리고
- 직진이야